# HMS Victory
O HMS Victory é um navio de linha operado pela Marinha Real Britânica, o mais antigo navio de guerra ainda em comissão no mundo. Sua construção começou em julho de 1759 no Estaleiro Real de Chatham durante a Guerra dos Sete Anos, com várias vitórias britânicas em batalhas naquele ano possivelmente influenciado a escolha de seu nome. A Batalha da Baía de Quiberon, especialmente, teve um grande efeito no curso da guerra ao enfraquecer a Marinha Real Francesa, tirando o mar do foco dos confrontos. Consequentemente, não existia mais urgência para finalizar o navio e o Victory só foi ser flutuado para fora de sua doca em maio de 1765, dois anos depois do fim da guerra.
A embarcação foi finalmente comissionada em março de 1778 durante a Guerra de Independência dos Estados Unidos, participando da Primeira Batalha de Ouessant em julho, pouco depois da França declarar apoio para as Treze Colônias britânicas na América do Norte, e da Segunda Batalha de Ouessant em dezembro de 1781. No ano seguinte ajudou a acabar com o Grande Cerco de Gibraltar e meses depois fez parte de uma frota que encontrou forças espanholas e francesas na Batalha do Cabo Espartel, porém os britânicos nem se importaram em combater e recuaram. Foi a última ação que participou na guerra e o Victory foi colocado na reserva pouco depois do final do conflito em 1783.
O navio depois quase foi reativado duas vezes, em 1787 e em 1790 por conta de desenvolvimentos internacionais, mas em ambos as questões se resolveram antes dele voltar a ação. O Victory serviu nas Guerras Revolucionárias Francesas, participando do Cerco de Toulon em agosto de 1793, da invasão da Córsega entre fevereiro e agosto de 1794, da Batalha das Ilhas de Hyères em julho de 1795 e da Batalha do Cabo de São Vicente em fevereiro de 1797. Foi a capitânia do vice-almirante Horatio Nelson em outubro de 1805 na Batalha de Trafalgar. Atuou no Mar Báltico e depois como um navio de guarda de 1824 a 1922, quando foi colocado em uma doca seca e restaurado. Hoje é um navio-museu.